# Tomșani (gmina w okręgu Vâlcea)
Tomșani – gmina w Rumunii, w okręgu Vâlcea. Obejmuje miejscowości Bălțățeni, Bogdănești, Chiceni, Dumbrăvești, Foleștii de Jos, Foleștii de Sus, Mirești i Tomșani. W 2011 roku liczyła 3729 mieszkańców.
Gmina zajmuje powierzchnię 43,38 km². Znajduje się około 43 km na zachód od stolicy okręgu Râmnicu Vâlcea oraz 5 km od miasta Horezu. Granice gminy wyznaczają Karpaty oraz rzeka Bystrzyca.
Mieszkańcy gminy zachowali wiele zwyczajów i tradycji ludowych, które wyginęły już w innych regionach Rumunii.

## Geografia
Gmina Tomșani graniczy z gminami: Costești na północy, Horezu na północnym zachodzie, Pietrari i Păușești na wschodzie, Măldărești, Oteșani na zachodzie oraz Frâncești na południu.

## Historia i zabytki
Prawdopodobnie najstarszą miejscowością w regionie jest Foleștii de Sus, o którym mówią źródła pochodzące z roku 1453. Miejscowości Tomșani i Bogdanești natomiast są wzmiankowane po raz pierwszy w roku 1536. Na terenie gminy zachowało się wiele zabytków sakralnych, najważniejsze to:
- Cerkiew Świętych Trzech Hierarchów (rum. biserica Sfânții Trei Ierarhi) w Foleștii de Jos, wybudowana w roku 1767[2].
- Cerkiew Cuvioasa Paraschiva w Foleștii de Jos, wybudowana w roku 1757[3].
- Cerkiew Świętych Aniołów i Świętych Archaniołów Michała i Gabriela (biserica Sfânţii îngeri și Sfânții Arhangheli Mihail și Gavril) w Băltăteni, wybudowana w latach 1773–1774[4].

## Gospodarka
Inaczej niż większość rumuńskich gmin wiejskich, gmina Tomșani nie została znacznie dotknięta przez rozwój przemysłu w czasach komunistycznych. Większość mieszkańców utrzymuje się z rolnictwa, będącego największym źródłem dochodów całego okręgu Vâlcea. Innym ważnym zajęciem mieszkańców jest pszczelarstwo.

## Transport
Gmina Tomșani leży na skrzyżowaniu drogi państwowej nr 67 z Râmnicu Vâlcea do Târgu Jiu oraz drogi okręgowej nr 646 z Băbeni do Tomșani.